# Município de Brown (condado de Vinton, Ohio)
Localização do Ohio nos E.U.A.
O município de Brown (em inglês: Brown Township) é um local localizado no condado de Vinton no estado estadounidense de Ohio. No ano 2010 tinha uma população de 293 habitantes e uma densidade populacional de 3,06 pessoas por km².

## Geografia
O município de Brown encontra-se localizado nas coordenadas 39° 20′ 38″ N, 82° 21′ 23″ O. Segundo a Departamento do Censo dos Estados Unidos, o município tem uma superfície total de 95.86 km², da qual 95,05 km² correspondem a terra firme e (0,85 %) 0,81 km² é água.

## Demografia
Segundo o censo de 2010, tinha 293 pessoas residindo no município de Brown. A densidade de população era de 3,06 hab./km².